# Dybbuk (nakladatelství)
Dybbuk (často psáno dybbuk) je české nakladatelství a vydavatelství, které provozuje od roku 2001 Jan Šavrda.

## Vydavatelská činnost
Nakladatelství se soustřeďuje na vydávání okrajových literárních žánrů, vydává poezii i prózu a též překladovou literaturu z okrajových jazykových oblastí. Zaměřuje se i na knihy, v nichž se protínají filosofické ideje s moderními úvahami o jevech současných i historických. Kromě literárně hodnotných světových děl se často věnuje izolovaným a kontroverzním tématům.
Od roku 2007 vydává také erotické tituly (antologie Kniha o kundě apod.), včetně erotických děl minulosti (Markýz de Sade aj.).
Nakladatelství vydalo první knihy v roce 2001 a roku 2009 vydalo svůj stý titul. Jeho zakladatelem a majitelem je Jan Šavrda, původním povoláním grafik. Snaží se vydávat nekomerční literaturu z oblastí mystiky, mytologie a kognitivních věd, a dále poezii a beletrii. Vydalo knihy českých autorů, mezi něž patří Jan Kameníček, Zdeněk Hron, Michal Šanda, Magdalena Wagnerová, Daniel Micka či autor experimentální poezie Ladislav Nebeský, dále překlady knih z „malých“ jazyků, jako je finština, indonéština, rumunština a islandština, i knihy britského psychologa Olivera Sackse (které chce vydat všechny), filosofa-antinatalisty Davida Benatara, etnobotanika Dale Pendella či beletristky Angely Carterová. Většina knih vychází v malých nákladech v řádu stovek výtisků.
V nakladatelství vyšla dvoudílná Antologie české poezie, dále překlady děl Mystika a Postata mystiky Evelyn Underhillové, Hledání Spinozy Antonia Damasia či Dějiny sebevražd Martina Monestiera, knihy Angely Carterové, Kariho Hotakainena a dalších.
Vydaný román Simion Výtažník rumunského spisovatele Petru Cimpoeșa v překladu Jiřího Našince se stal Knihou roku v literární soutěži Magnesia Litera za rok 2007. Po vyhlášení cen se nakladatel Jan Šavrda vyslovil pro rozdělení prémie 200 tisíc korun na dvě poloviny. Stanovy ceny s touto situací nepočítaly, ovšem výbor sdružení vydal prohlášení, že v případě překladové literatury je „překladatel vnímán jako autor“.
V roce 2009 byl na cenu Magnesia litera za překladovou knihu nominován titul Příběh podivuhodné lásky od Carla-Johana Vallgrena, který přeložil ze švédštiny Zbyněk Černík.